# Waewaetorea Island
Waewaetorea Island ist eine Insel in der Bay of Islands der Region Northland im Norden der Nordinsel von Neuseeland.

## Geographie
Waewaetorea Island befindet sich in der Bay of Islands rund 9,7 km nordöstlich von Russell und rund 10,5 km westsüdwestlich von Cape Brett entfernt. Die Insel erstreckt sich über rund 1,2 km in Westsüdwest-Ostnordost-Richtung und misst an der breitesten Stelle rund 850 m in Nord-Süd-Richtung. Ihre höchste Erhebung findet die rund 50 Hektar große, mit sechs seichten Buchten versehene Insel mit 79 m zentral gelegen.
Die zwei Nachbarinseln Okahu Island im Nordwesten und Urupukapuka Island im Südosten liegen rund 150 m und 250 m entfernt. Sie werden im Nordwest durch die Okahu Passage und im Südosten die Waewaetorea Passage getrennt. Die nordöstliche Küste von Waewaetorea Island ist hingegen zum Pazifischen Ozean hin ausgerichtet. Rund einen Kilometer in südwestlicher Richtung ist die Insel Motukiekie Island zu finden.
Waewaetorea Island gehört zu einer Gruppe von Inseln im südlichen Bereich der Bay of Islands, die sich von Westsüdwest nach Ostnordost über eine Fläche von rund 30 km² verteilen. Westsüdwestlich beginnt diese Gruppe mit der rund 4,2 km von Waewaetorea Island entfernt liegenden Motuarohia Island und wird ostnordöstlich von Moturua Island und Motukiekie Island fortgesetzt. Nordöstlich bis südöstlich schließen sich die nebeneinander liegenden Inseln Okahu Island, Waewaetorea Island und Urupukapuka Island an, um nur die größten Inseln zu nennen.
Der südliche Teil von Waewaetorea Island ist größtenteils bewaldet, der nördliche hingegen bis auf ein wenige Ausnahmen nicht.